# 4º Grupo de Caça
O 4º Grupo de Caça foi um elemento americano da Oitava Força Aérea do Exército dos Estados Unidos (USAAF) durante a Segunda Guerra Mundial. O grupo era conhecido como "Debden Eagles" porque foi criado a partir dos três "Eagle Squadrons" da "Royal Air Force": No. 71, No. 121 e No. 133. Os "Eagle Squadrons" foram formados em 1940 com pilotos voluntários dos Estados Unidos antes de sua entrada na Segunda Guerra Mundial em dezembro de 1941.
Esses esquadrões se tornaram os 334º, 335º e 336º Esquadrões de Caça do 4º Grupo de Caça baseado na RAF Debden. O grupo foi o primeiro grupo de caças a voar em missões de combate no espaço aéreo alemão, o primeiro a escoltar bombardeiros sobre Berlim e o primeiro selecionado para escoltar bombardeiros em bombardeios lançados na Rússia. O grupo foi creditado por derrubar 1.016 aviões alemães.

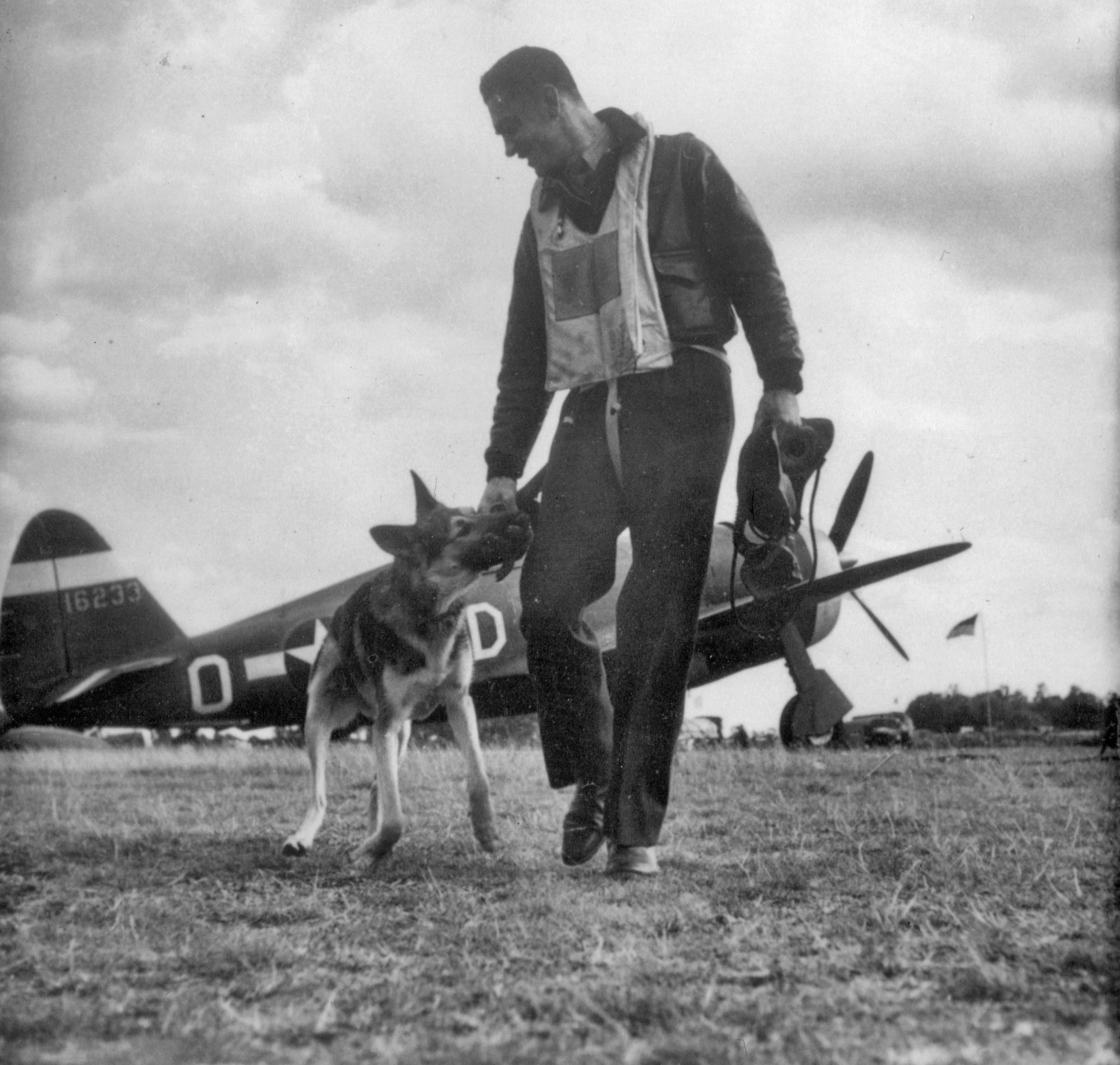
Tenente Howard Hively do 335º Esquadrão de Caça, 4º Grupo de Caça com seu cão mascote "Duke" e um P-47 Thunderbolt em Debden, outubro de 1943.